# Tejados
Tejados es una villa de España, en la provincia de León, comarca de la Sequeda, comunidad autónoma de Castilla y León. Pertenece al ayuntamiento de Valderrey.
Situado entre el Río Peces y el Río Tuerto.
Los terrenos de Tejados limitan con los de Tejadinos y Bustos.
- Datos: Q6140280